# Besdolus illyricus
Besdolus illyricus is een steenvlieg uit de familie Perlodidae. De wetenschappelijke naam van de soort is voor het eerst geldig gepubliceerd in 2008 door Kovács & Zwick.